# Joseph Maria Bocheński

Joseph Maria Bocheński, 1991

Joseph Maria Franciszek Emanuel Bocheński OP (polnisch Józef Maria Bocheński; * 30. August 1902 in Czuszów (bei Miechów), Polen; † 8. Februar 1995 in Freiburg, Schweiz), meist kurz J. M. Bocheński, auch Innocentius Marie und Innocent M. Bochenski, war ein polnischer Philosoph und Logiker.
Neben einer Reihe von Arbeiten zu Fragen der Philosophie und der Philosophiegeschichte besitzen Bocheńskis Arbeiten zur Logik besondere Bedeutung. Seine über Jahrzehnte betriebenen historischen Forschungen zur Logik erreichten einen Höhepunkt in der Veröffentlichung eines umfassenden Lehrbuches zur Geschichte der Logik. In Anlehnung an Jan Łukasiewicz verband Bocheński die klassische Syllogistik des Aristoteles organisch mit dem modernen Logikkalkül. Die vergleichende Analyse der Logik des Theophrast und des Aristoteles führte zu grundlegenden Erkenntnissen in der Modallogik und ihrer Geschichte. Bleibende Ergebnisse erzielte er bei der Darstellung der syntaktischen Kategorien.

## Leben
Als Sohn eines Großgrundbesitzers legte Bocheński 1920 in Lemberg die Matura ab. Nach einem kurzen Frontdienst im Polnisch-Sowjetischen Krieg studierte Bocheński zwei Jahre Jura an der Universität Lemberg, von 1922 bis 1926 dann Nationalökonomie an der Universität Posen. In den damaligen gesellschaftlichen und politischen Wirren fand Bocheński in der christlichen Religion einen Halt: 1926 trat er in das Priesterseminar in Posen ein, 1927 in den Orden der Dominikaner. Er erhielt den Ordensnamen „Innocentius“, weshalb auf einigen Büchern Bocheńskis die Initialen „I. M.“ (statt „J. M.“) erscheinen.
Nach dem Noviziat (1927/28) nahm er im Auftrag des Ordens das Studium der Philosophie und Pädagogik an der Universität Freiburg (Schweiz) auf. Mit der Arbeit Die Lehre von Ding an sich bei Moritz von Straszewski (1848–1921) wurde Bocheński 1931 zum Dr. phil. promoviert.
Anschließend nahm Bocheński 1931 das Studium der Theologie an der Päpstlichen Universität Heiliger Thomas von Aquin in Rom auf und wurde dort 1934 mit der Dissertation De cognitione exsistentiae Dei per viam causalitatis relate ad fidem catholicam  zum Dr. theol. promoviert. Danach lehrte er von 1934 bis 1940 Logik am Angelicum in Rom. In diesen sechs Jahren kam es zu einem intensiven Kontakt mit der polnischen analytischen Schule. Im Jahr 1938 habilitierte sich Bocheński an der Universität Krakau.
Von 1940 bis 1945 diente Bocheński beim  2. Polnischen Korps der Polnischen Streitkräfte im Westen in Schottland und Italien. Nach dem Ende des Zweiten Weltkrieges erfolgte 1946 die Ernennung zum Außerordentlichen Professor an der Philosophischen Fakultät der Universität Fribourg (Schweiz), 1948 wurde er dort dann als Ordentlicher Professor auf den „Lehrstuhl für Geschichte der modernen und zeitgenössischen Philosophie“ berufen. Bocheński bekleidete dort danach die akademischen Funktionen eines Dekans der Philosophischen Fakultät (1950 bis 1952) sowie des Rektors (1964 bis 1966), ehe er im Jahre 1972 emeritiert wurde. Mehrmals nahm er Gastprofessuren vor allem in den USA (University of Notre Dame, University of California at Los Angeles, der University of Pittsburgh, University of Kansas, University of Alberta at Edmonton) und an der Universität Salzburg an. Die Universitäten Buenos Aires, Notre Dame (USA) und Mailand verliehen ihm jeweils das Ehrendoktorat.
Neben seiner akademischen Tätigkeit wirkte er auf verschiedenen Gebieten. So gründete er 1948 die Union mondiale des sociétés catholiques de philosophie. Das Osteuropa-Institut in Freiburg bzw. Fribourg gründete er 1957, 1961 die Zeitschrift Studies in Soviet Thought und die Zeitschriftenreihe Sovietica. Darüber hinaus verfasste Bocheński ein Gutachten für die deutsche Bundesregierung zum Verbot der KPD (BVg 17. August 1956).

## Philosophie
Bocheński fühlte sich zur Analytischen Philosophie hingezogen und betrachtete sich selber als kosmozentrischen Platoniker aristotelischer Prägung. Die Schwerpunkte seiner Arbeit lagen auf der Geschichte der Philosophie, der Geschichte der Logik und der logischen Untersuchung wichtiger Fundamentalprobleme. Die Religionsphilosophie betrachtete er als Logik der Religion.
Bocheński vertrat erkenntnistheoretisch einen hypothetischen Realismus und in der modernen Universaliendiskussion einen individualistischen gemäßigten Realismus. Diese Position verteidigte er 1956 in einer öffentlichen Diskussion mit Alonzo Church als Platoniker und Nelson Goodman als Nominalisten. Bocheński war bestrebt, den Nachweis zu erbringen, dass Wissen und religiöser Glaube als unterschiedliche Formen der menschlichen Erkenntnis einander nicht widersprechen. Letztlich führe sowohl die Religion als auch die Philosophie zu einer göttlichen Vorstellung.
Im Unterschied zum Theologen suche der Philosoph jedoch nach der göttlichen Vorstellung um einer vernünftigen Erklärung der Welt willen. Der Philosoph gehe von der Realität der Außenwelt aus, die er auch für erkennbar hält. Die Erkenntnis habe jedoch da ihre Grenzen, wo sie auf das ideal Seiende, wie zum Beispiel das Heilige als einer Urgegebenheit stößt. Die Vorstellung des Göttlichen schließlich werde als so verschieden von aller erfahrbaren Realität angesehen, dass an ihm begrifflich nur das fassbar sei, was es nicht ist.
Bocheński verwendete die Logik implizit in den Traditionen der Scholastik als Rechtfertigungs- und Beweisinstrument für den von ihm vertretenen Thomismus. Von den Positionen der neuscholastischen Philosophie ausgehend setzte er sich mit dem dialektischen Materialismus, dem Positivismus und dem Existentialismus auseinander. Den dialektischen Materialismus sah Bocheński als Gegner an, den er aus seiner theologischen Position heraus nicht nur als Irrtum, sondern als Sünde bezeichnete.

### Grundpositionen
Die Zeit der Entwicklung großer Systeme und allgemeiner Synthesen ist für Bocheński längst vorbei.
Er bekennt sich explizit zur Analytischen Philosophie in ihrer logisch-mathematischen Form, wobei er Werturteile aus dem Bereich der Philosophie ausschließt.
Seine Grundüberzeugung ist die des Rationalismus, dem zufolge die Welt kein Chaos ist, sondern eine logische Struktur aufweist.
Erkenntnistheoretisch ist er ein Optimist und lehnt den Skeptizismus und Relativismus ab. Das, was wir erkennen können, erkennen wir immer mit logischen Mitteln und nicht „alogisch“. Dabei erwerben wir das meiste Wissen nicht durch direkte Erfahrung oder Deduktion, sondern durch Induktion bzw. Reduktion, so dass der Großteil unseres Wissens fehlbar und nicht sicher ist. Bocheński lehnt den Positivismus ab und bekennt sich zu einem Platonismus, dem zufolge es neben den realen auch noch ideale Gegenstände gibt. Obwohl dieses Ideale objektiv gegeben ist, ist es aber erst durch den Menschen entstanden. Der Mensch unterscheidet sich nach Bocheński nur graduell von den anderen Teilen der Welt und lehnt einen „Humanismus“ ab, der einen wesentlichen Unterschied zwischen den Menschen und der übrigen Natur, speziell den Tieren, postuliert.
Bocheński versteht sich als Empirist, wobei er allerdings auch eine Erfahrung von Idealem zulässt. Ein Apriori als etwas von aller Erfahrung Unabhängiges lehnt er ab und hält – ähnlich wie Quine – auch die formale Logik nicht für rein apriorisch.
Die Ontologie ist für Bocheński eine allgemeine Gegenstandstheorie und damit im Grunde formale Logik. Das Reale hat für ihn Priorität vor dem Idealen, ebenso das Individuelle vor dem Allgemeinen: die Welt besteht primär aus Individuen, die durch Eigenschaften bestimmt sind und zueinander in Beziehungen stehen.
In der Philosophiegeschichte bewertet Bocheński die Philosophie des Aristoteles am positivsten. Kants Philosophie lehnt er scharf ab, während er Hegel zwar mit Respekt begegnet, an ihm aber das Fehlen einer formalen Logik und die Unterbewertung des Individuums kritisiert. Insgesamt stellt sich für ihn die Philosophiegeschichte als eine Geschichte der „Irrungen und Wirrungen“ dar.
Die Hauptaufgabe seines Philosophierens sieht er im Kampf gegen den Aberglauben und in der Verteidigung der Rationalität.

### Logik
Der Gesamtbereich der Logik zerfällt nach Bocheński in die Geschichte der Logik, die Philosophie der Logik und in die eigentliche Logik, zu welcher die formale Logik und die angewandte Logik gehören. Bei der angewandten Logik unterscheidet er dann noch die Methodologie und die Semiotik, welche er im Anschluss an Charles Morris in Syntaktik, Semantik und Pragmatik gliedert.

#### Geschichte der Logik
Bocheński begann seine wissenschaftliche Laufbahn mit Studien zur Geschichte der Logik. Seine Ausbildungszeit in Polen fiel in die Phase, als die berühmte polnische Lemberg-Warschau-Schule um die Logiker Kazimierz Ajdukiewicz und Jan Łukasiewicz ihren Höhepunkt erlebte. Allerdings hatte er keinen von den namhaften polnischen Logikern zu seinem Lehrer, sondern musste sich als Autodidakt in die neue Logik einarbeiten. Auf dieser Grundlage edierte und kommentierte er logische Schriften der Antike (etwa Elementa logicae Graecae und La logique de Theophraste) und des Mittelalters (so u. a. Sancti Thomae Aquinatis de modalibus opusculum et doctrina und Petri Hispani summulae logicales). Ein Hauptinteresse Bocheńskis galt der Modallogik. Bereits 1937 publizierte er eine Untersuchung über deren Geschichte bis Wilhelm von Ockham (Notes historiques sur les propositions modales), die er 1938 in erweiterter Form als Habilitationsschrift an der Universität Krakau einreichte (Z historii logiki zdan modalnych). Außerdem befasste er sich speziell mit der Modallogik von Thomas von Aquin ion der Studie  Sancti Thomae Aquinatis de modalibus opusculum et doctrina. Die historischen Studien zur Logik wurden von Bocheński nach dem Krieg weitergeführt und immer wieder systematisch vertieft, so etwa in Ancient Formal Logic (1951), in seiner Arbeit über die Analogie (On Analogy, 1948) und in einer Studie über die kategorischen Syllogismen (On the Categorical Syllogism, 1948), in der er, ausgehend von Lukasiewicz' Axiomatisierung der Aristotelischen Syllogistik, verschiedene neue Varianten syllogistischer Systeme entwickelte.
Bocheńskis Arbeiten zur Geschichte der Logik gipfelten in seinem bekannten Handbuch Formale Logik, das in der Reihe Orbis academicus erstmals 1956 erschien. Darin wird der Versuch unternommen, in der Darstellung von großen Gestalten, Schulen und Perioden der Logik (einschließlich etwa auch der indischen Logik) die Gesamtentwicklung der Logik sichtbar zu machen.

#### Systematische und Angewandte Logik
Bocheński hat sich auch mit systematischen Studien im Bereich der Logik befasst und ein Logik-Lehrbuch ausgearbeitet, das zunächst (1949) auf Französisch erschienen war (Précis de logique mathématique) und später von Albert Menne ins Deutsche übersetzt sowie neu bearbeitet wurde. In dieser Form, in der das Buch erstmals 1954 unter dem Titel Grundriß der Logistik (später Grundriß der formalen Logik) erschien, diente es vielen deutschsprachigen Studenten als Einstieg in die moderne Logik.
Neben theoretischen und historischen Studien zur Logik bemühte sich Bocheński auch immer um Anwendungen der Logik auf verschiedene Bereiche des Lebens wie Religion, Gesellschaft, Fragen der Autorität und der Unternehmensführung. Dies erfolgte insbesondere in seinen Büchern Logik der Religion (1968, ursprünglich 1965 auf Englisch erschienen), Was ist Autorität? (1974) und Zur Philosophie der industriellen Unternehmung (1985).

### Sowjetische Philosophie
In der westlichen Welt war Bocheński einer der ersten Philosophen, die sich mit der Philosophie in der Sowjetunion und dem Marxismus-Leninismus beschäftigten. Er rief dazu eine Reihe von bedeutenden organisatorischen Initiativen zur Erforschung der sowjetischen Philosophie ins Leben. So gründete Bocheński das Osteuropa-Institut in Fribourg, das er bis zu seiner Emeritierung auch selbst leitete, sowie zwei Publikationsorgane (die Zeitschrift Studies in Soviet Thought und die Buchreihe Sovietica), deren langjähriger Herausgeber er war. Dazu veröffentlichte er viele Aufsätze und eine Reihe von Büchern zu diesem Thema wie: Der sowjetrussische dialektische Materialismus (1950), Handbuch des Weltkommunismus (1958), Die dogmatischen Grundlagen der sowjetischen Philosophie (1959), Marxismus-Leninismus. Wissenschaft oder Glaube (1973), Bibliographie der sowjetischen Philosophie (1959ff.) sowie eine bibliographische Einführung in englischer Sprache, Guide to Marxist Philosophy. An Introductory Bibliography (1971).
Aufgrund seiner Fachkenntnisse auf dem Gebiet des Marxismus-Leninismus wurde Bocheński zu einem Berater führender Politiker seiner Zeit (z. B. von Konrad Adenauer). Er hatte dadurch auch einen bedeutenden politischen Einfluss und verfasste z. B. im Zusammenhang mit dem Verbot der Kommunistischen Partei in der BRD das für den Prozess in Karlsruhe ausschlaggebende Gutachten.

### Logik der Religion
Nach Bocheński hat die Religionsphilosophie im Wesentlichen die Aufgabe, „Logik der Religion sein“. Logik der Religion ist kein Teil der Theologie dieser Religion, sondern nur eine Hilfswissenschaft der Theologie, da mit der Untersuchung der Logik der religiösen Sprache nicht die Anerkennung ihres Gegenstandes verbunden zu sein braucht.
Logik der Religion besteht in einer Anwendung der Logik auf das Gebiet der Religion. Bocheński beschränkt seine Untersuchungen auf die Weltreligionen (Brahmanismus, Buddhismus, Judentum, Christentum und Islam). Ihnen ist gemeinsam, dass Religion ein in menschlichen Gemeinschaften realisiertes Phänomen ist, deren Mitglieder in gewissen religiösen Verhaltensweisen miteinander übereinstimmen. Dieses religiöse Verhalten ist durch den Gebrauch einer speziellen Sprache charakterisiert, nämlich der religiösen Sprache. Logik der Religion besteht somit in der Anwendung der Logik auf die religiöse Sprache, so wie sie faktisch in religiösen Gemeinschaften vollzogen bzw. gesprochen wird.
Eine Logik der Religion ist nur dann möglich, wenn in der religiösen Sprache „objektive Strukturen“ mitgeteilt werden sollen. Dies sei zumindest bei einigen Sätzen der (Welt-)Religionen der Fall, womit die Anwendbarkeit der Logik auf deren religiöse Sprache gewährleistet ist.
Der Logik der Religion stellen sich nach Bocheński drei Hauptaufgaben. Zunächst hat sie als formale Logik der Religion die Aufgabe, die formale Struktur der religiösen Sprache zu analysieren und von anderen Formen des Sprechens abzugrenzen. Dann hat sie – als Semantik der Religion – die Bedeutung der religiösen Sprache zu untersuchen. Und schließlich hat sie – als Methodologie der Religion – die Frage nach der Begründung religiöser Sätze zu klären.

#### Begründung religiöser Sätze
Bezüglich der Begründung religiöser Sätze versucht Bocheński, eine Parallele zum Vorgehen in den Naturwissenschaften herzustellen. Jene Sätze, die von den Gläubigen einer Religion unmittelbar geglaubt werden (z. B. die Sätze der heiligen Schriften oder der Glaubensbekenntnisse), machen den „objektiven Glauben“ dieser Religion aus. Sie stellen die als wahr angenommenen „Grund-Annahmen“ einer Religion dar und spielen für sie dieselbe Rolle wie die Basis-Sätze in den Naturwissenschaften. Einen Unterschied sieht Bocheński nur darin, dass die Grund-Annahmen in beiden Fällen verschieden begründet werden. Während in den Naturwissenschaften die Verifizierung von Sätzen durch sinnliche Erfahrung erfolgt, darf diese in den Religionen nicht darauf eingeschränkt werden. Vielmehr sei für den Gläubigen eine nicht-sinnliche oder außernatürliche Erfahrung erforderlich, die ihm eine „übernatürliche Verifizierung“ gewisser religiöser Sätze ermöglicht. Eine solche übernatürliche Erfahrung ist für Bocheński etwas durchaus „Normales“; übernatürlich sei nur der Gegenstand, auf den sie sich bezieht.

### Militärethik
In seinem kurz vor dem Beginn des Zweiten Weltkriegs entstandenen Werk über Militärethik geht Bocheński von einer prinzipiellen ethischen Legitimität des Krieges aus. Der einzig ethisch legitime Anlass für Krieg sei „der Wille, das Land zu beschützen“. Die „oberste ethische Norm“ bestehe in diesem Fall in „dem Gebot, feindliche Kampfverbände auszuschalten, um die von ihnen ausgehende Gefahr zu beseitigen“. Die dabei eingesetzte Gewalt müsse auf dieses Ziel beschränkt sein, und die angerichtete Zerstörung dürfe nicht über das notwendige Minimum hinausgehen. Im gerechten Krieg seien die Handlungen ethisch geboten, die zum Sieg führen. Eine Ausnahme seien Handlungen, „die in ihrem Wesen böse sind“. Es könne aus christlicher Sicht keine im eigentlichen Sinne heiligen Kriege geben, denn heilig seien aus der Perspektive der christlichen Ethik nur die Pflichten, die Gott zum Gegenstand hätten, was bei Kriegen nicht der Fall sein könne.

## Veröffentlichungen (Auswahl)

### Monografien
- De cognitione exsistentiae Dei per viam causalitatis relatae ad fidem catholicam. (= Studia Gnesnensia, Band 14). Dissertation. Posen 1936.
- Elementa logicae Graecae. Anonima Libraria Cattolica Italiana, Rom 1937.
- Nove Lezioni di Logica Simbolica. 1938.
  - Neuausgabe: Nove lezioni di logica simbolica. Edizioni Studio Domenicano, Bologna 2005.
- S. Thomae Aq. (Thomas von Aquin). 1940.
- De modalibus. 1940.
- La logique de Théophraste. 1947.
- Europäische Philosophie der Gegenwart. (= Sammlung Dalp, Band 50). Francke, Bern 1947,  2., umgearbeitete Auflage 1951.
- On Analogy. 1948.
- Précis de logique mathématique. Kroonder, Bussum 1949.
- Der sowjetrussische dialektische Materialismus (Diamat). (= Sammlung Dalp, Band 69). Leo-Lehnen-Verlag, München 1950.
- Ancient Formal Logic. 1951.
- Die zeitgenössischen Denkmethoden. München 1954; UTB, Stuttgart 199310, ISBN 3-7720-1202-7.
- Grundriß der Logistik. Aus dem Französischen übersetzt, neu bearbeitet und erweitert von Albert Menne. Schöningh, Paderborn 1954.
- Formale Logik. (= Orbis academicus 3, 2). Alber, Freiburg/München 1956, 20026, ISBN 3-495-48071-4.
- Die dogmatischen Grundlagen der sowjetischen Philosophie. 1958
- Wege zum philosophischen Denken. Einführung in die Grundbegriffe. (= Herder-Bücherei, Band 62). Herder, Freiburg im Breisgau 1959, neue Auflage 1995, ISBN 978-3-451-04020-7.
- Philosophy. An Introduction. 1962
- Why studies in Soviet Philosophy. 1963
- The Logic of Religion. 1965.
  - Deutsche Ausgabe: Logik der Religion. Aus dem Englischen übersetzt und mit Anmerkungen versehen von Albert Menne. Bachem, Köln 1968.
- Marxismus-Leninismus. 1973
- Was ist Autorität? Einführung in die Logik der Autorität. Herder, Freiburg im Breisgau 1974, ISBN 978-3-451-01939-5.
- Autorität, Freiheit, Glaube. Sozialphilosophische Studien. Philosophia, München 1988, ISBN 978-3-88405-074-3.
- De virtute militari. Zarys etyki wojskowej. 1992.[17]
  - Deutsche Ausgabe: Militärethik im Überblick. Aus dem Polnischen übersetzt und mit einem Vorwort versehen von Barbara Ruppik und mit methodologischen Anmerkungen von Kornelius Politzky. Pigmentar, Bad Sassendorf 2018, ISBN 978-3-945692-12-7.[18]
- Gottes Dasein und Wesen. Logische Studien zur Summa Theologiae I, qq.2–11. Philosophia Verlag, Reihe Analytica, 2003.
- Handbuch der weltlichen Weisheit. Aus dem Polnischen übersetzt von Barbara Ruppik. Pigmentar, Bad Sassendorf 2015, ISBN 978-3-945692-02-8.
- Hundert Aberglauben. Aus dem Polnischen übersetzt von Barbara Ruppik. Pigmentar, Bad Sassendorf 2017, ISBN 978-3-945692-10-3.

### Herausgeberschaften
- Handbuch des Weltkommunismus. Zusammen mit Gerhart Niemeyer. Alber, Freiburg im Breisgau 1958.
- Albert Menne (Hrsg.): J. M. Bocheński Logisch-Philosophische Studien mit Aufsätzen von P. Banks, A. Menne und I. Thomas. Alber, Freiburg im Breisgau 1959.

### Aufsätze
- Wissenschaft und Glaube. In: L. Reinisch (Hrsg.): Grenzen der Erkenntnis. 1969.
- Selbstdarstellung. In: Ludwig J. Pongratz (Hrsg.): Philosophie in Selbstdarstellungen. Band I. Meiner, Hamburg 1975.
- Erinnerungen eines Logikers. In: Logisches Philosophieren. Festschrift für Albert Menne zum 60. Geburtstag. Olms, Hildesheim / Zürich / New York 1983, ISBN 3-487-07421-4.